# Віньєтка (графічний дизайн)

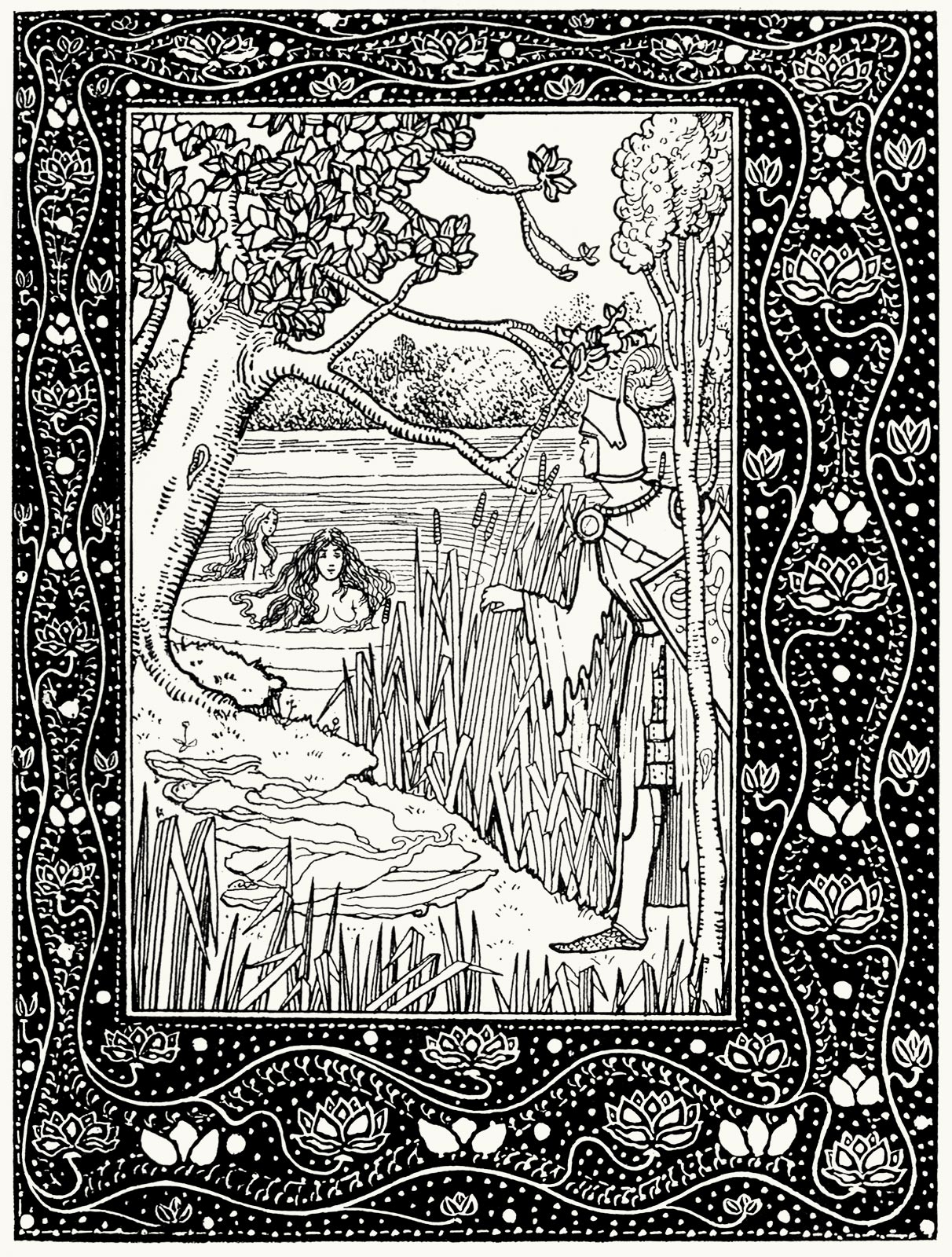
Vignette frame by William Brown Macdougall

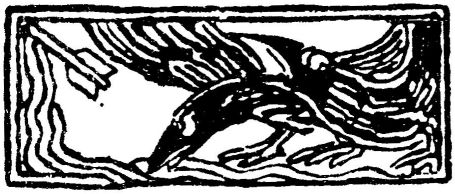
Ейріксонненська сага - віньєтка 1 - Г. Мунте

Віньєтка в графічному дизайні — це французьке запозичене слово, що означає унікальну форму для рамки зображення, ілюстрації або фотографії. Замість того, щоб краї зображення були прямолінійними, воно мало накладатися на декоративне мистецтво з унікальним контуром. Це дуже схоже на використання цього слова саме у фотографії, де краї віньєтованого зображення є нелінійними або можуть бути іноді пом’якшеними за допомогою маски – часто процес введення екрану в темній кімнаті. Овальна віньєтка, мабуть, найпоширеніший приклад.
Спочатку віньєтка була малюнком з листя винограду та вусиків (vignette = маленька лоза французькою мовою).  Цей термін також використовувався для невеликих прикрас без рамки, які інакше були б порожніми, наприклад, на титульному аркуші, головному уборі чи хвостовій частині.
Використання в саме сучасному графічному дизайні походить від технік книговидання, що сягають ще часів Середньовічної аналітичної бібліографії (приблизно 1450–1800 рр.), коли віньєтка стосувалася вигравіруваного дизайну, надрукованого за допомогою преса з мідною пластиною на сторінці. надрукований на літерному друкарському станку (Printing press).
Інколи віньєтки відрізняються від інших ілюстрацій, надрукованих на мідному пресі, саме тим, що вони не мають рамки; такі малюнки зазвичай можуть з'являтися лише на титульних сторінках. Гравюри на дереві, які друкуються на високому друкарському пристрої, а також використовуються для розділення розділів або ж для розділів, які ідентифікуються як головний убір, хвостик або друкарський орнамент, залежно від форми та положення.

## Дивіться також
- Каліграфія, інше поєднання тексту та декору
- Завитки, процвітаючі в мистецтві, зазвичай складаються з концентричних кіл, часто використовуються в каліграфії
- Сувої, загальна назва прокручуваного абстрактного декору, що використовується в багатьох областях образотворчого мистецтва

## Список використаної літератури
1. Chambers, Robert (1867). Chambers's Etymological Dictionary of the English Language (англ.). W. and R. Chambers.

1. ↑  Chambers, Robert (1867). Chambers's Etymological Dictionary of the English Language (англ.). W. and R. Chambers.